# TKB-022PM
Le TKB-022PM (ТКБ-022ПМ) était un fusil d'assaut bullpup soviétique, capable d’un tir entièrement automatique, développée par le concepteur d’armes légères German A. Korobov dans les années 1960. Il a connu trois versions :
- les TKB-022PM n°1 et n°2 étaient chambrés pour la cartouche de 7,62 × 39 mm M43 ;
- le TKB-022PM5 n°1 était chambré pour la cartouche de 5,6 × 39 mm.

Les armes fonctionnaient à emprunt de gaz, avec un piston à gaz annulaire situé autour du canon et une culasse se déplaçant verticalement, ce qui permettait de minimiser la longueur du groupe récepteur. Un pilonneur/extracteur en forme de U était utilisé pour chambrer et extraire la cartouche en la poussant dans la chambre où, après la décharge, elle était retirée de la chambre et, à nouveau, lors de l’alimentation de la nouvelle cartouche, elle était poussée vers l’avant et légèrement vers le haut dans un tube d’éjection situé au-dessus du canon et sortait finalement au-dessus du cache-flammes. Grâce à ce mécanisme d’éjection, il était possible de tirer aussi bien du bras droit que du gauche.
Ces armes avaient le meilleur rapport entre la longueur de canon et la longueur totale parmi les fusils d’assaut. Tirant depuis une position instable, les TKB-022PM n°1 et n°2 avaient trois fois plus de précision que l’AKM. Le TKB-022PM5 n°1 avait une meilleure précision que l’AKM lorsqu’il était tiré d’une main en position couchée à une distance de 100 mètres.
Bien que ces fusils d’assaut aient bien fonctionné, ils ont été refusés par l’armée soviétique car ils étaient trop radicaux à cette époque. En outre, on s’inquiétait du déplacement du centre de gravité à l’extrémité arrière de l’arme et de la durabilité du boîtier en plastique de l’arme lors d’opérations prolongées dans des conditions difficiles ou pendant le stockage.